# Heidenkopf (Ormesheim)
Der Heidenkopf ist eine Erhebung im Bliesgau. Sie ist, ausgehend von einem Wanderparkplatz mit einer Schutzhütte, auf mehreren Wanderwegen erreichbar.

## Aussichtsturm
Auf dem Heidenkopf befindet sich ein Aussichtsturm mit drei Etagen. Der Turm wurde im Jahr 1973 durch das THW St. Ingbert gebaut. Die Grundfläche des komplett aus Holz gebauten, 12 Meter hohen Turms beträgt 6,50 × 6,50 Meter. In 9,50 Meter Höhe befindet sich die Aussichtsplattform, die genau auf 398,5 m über Meereshöhe liegt.

## Waldruhestätte
In unmittelbarer Nähe zu dem Turm befindet sich auf dem Heidenkopf seit 2019 die Waldruhestätte der Gemeinde Mandelbachtal. In der Waldruhestätte steht ein Gedenkstein mit Metalltäfelchen, auf denen die Namen sowie das Geburts- und Sterbejahr einiger Verstorbener verzeichnet sind.

## Optischer Telegraph
In der Nähe des Waldparkplatzes befindet sich am Feldweg zum nahegelegenen Neuhof der Nachbau eines optischen Telegrafen von Claude Chappe. Dieser wurde 1997 zusammen mit zwei weiteren Telegrafen in Biesingen und im französischen Cadenbronn vom ehemaligen Förderkreis Optische Telegrafen errichtet.